# Idiocnemis
Idiocnemis – rodzaj ważek z rodziny pióronogowatych (Platycnemididae).

## Podział systematyczny
Do rodzaju należą następujące gatunki:

- Idiocnemis adelbertensis Gassmann, 1999
- Idiocnemis australis Gassmann, 1999
- Idiocnemis bidentata Selys, 1878
- Idiocnemis chloropleura Lieftinck, 1932
- Idiocnemis dagnyae Lieftinck, 1958
- Idiocnemis fissidens Lieftinck, 1958
- Idiocnemis huonensis Lieftinck, 1958
- Idiocnemis inaequidens Lieftinck, 1932
- Idiocnemis inornata Selys, 1878
- Idiocnemis kimminsi Lieftinck, 1958
- Idiocnemis lakekamuensis Gassmann & Richards, 2019
- Idiocnemis leonardi Lieftinck, 1958
- Idiocnemis louisiadensis Lieftinck, 1958
- Idiocnemis mertoni Ris, 1913
- Idiocnemis milou Gassmann & Richards, 2019
- Idiocnemis nigriventris Lieftinck, 1937
- Idiocnemis obliterata Lieftinck, 1932
- Idiocnemis patriciae Gassman & Richards, 2008
- Idiocnemis polhemi Gassmann, 2000
- Idiocnemis pruinescens Lieftinck, 1937
- Idiocnemis schorri Gassmann, Richards & Polhemus, 2016
- Idiocnemis strumidens Lieftinck, 1958
- Idiocnemis zebrina Lieftinck, 1958